# 蒙泰格里马诺泰尔梅
蒙泰格里马诺泰尔梅（義大利語：Monte Grimano Terme），是意大利佩萨罗-乌尔比诺省的一个市镇。总面积24.01平方公里，人口1250人，人口密度52.1人/平方公里（2008年）。ISTAT代码为041035。